# Euro Beach Soccer League 2002
L'Euro Beach Soccer League 2002 è la 5ª edizione di questo torneo.

## Calendario
| Data                  | Paese                  | Città             | Stage               |
| --------------------- | ---------------------- | ----------------- | ------------------- |
| 1-3 giugno            | Inghilterra (bandiera) | Brighton          | Divisione B stage 1 |
| 12-14 giugno          | Turchia (bandiera)     | Alanya            | Divisione B stage 2 |
| 5-7 luglio            | Francia (bandiera)     | Marsiglia         | Divisione A stage 1 |
| 12-14 luglio          | Portogallo (bandiera)  | Carcavelos        | Divisione A stage 2 |
| 19-21 luglio          | Italia (bandiera)      | Roma              | Divisione A stage 3 |
| 19-21 luglio          | Svizzera (bandiera)    | Basilea           | Divisione B stage 3 |
| 26-28 luglio          | Spagna (bandiera)      | Palma de Mallorca | Divisione A stage 4 |
| 2-4 agosto            | Austria (bandiera)     | Linz              | Divisione B stage 4 |
| 16-18 agosto          | Austria (bandiera)     | Kitzbühel         | Divisione B stage 5 |
| 30 agosto-1 settembre | Francia (bandiera)     | Palavas-les-Flots | Divisione B stage 6 |
| 5-7 settembre         | Monaco (bandiera)      | Montecarlo        | Finali              |

## Squadre partecipanti

### Divisione A
- Francia
- Italia
- Portogallo
- Spagna

### Divisione B
- Austria
- Germania
- Inghilterra
- Svizzera
- Norvegia
- Turchia

## Formato
Nell’edizione 2002 le 4 squadre di divisione A si affrontano in 4 stage che andranno a formare una classifica generale. Le prime due di questa classifica accederanno direttamente alle semifinali mentre la terza e quarta partiranno dai quarti della fase finale.
Nella divisione B ci sarà lo stesso meccanismo della divisione A, con due differenze: ci saranno 6 stage e solamente le prime due classificate accederanno direttamente alla fase finale e partendo entrambe dai quarti.
Le finali saranno ad eliminazione diretta.

## Divisione A

### Stage 1
| Pos | Team       | G | V | V+ | P | GF | GS | +/- | P |
| --- | ---------- | - | - | -- | - | -- | -- | --- | - |
| 1   | Spagna     | 3 | 3 | 0  | 0 | 15 | 9  | +6  | 9 |
| 2   | Portogallo | 3 | 2 | 0  | 1 | 18 | 12 | +6  | 6 |
| 3   | Italia     | 3 | 1 | 0  | 2 | 11 | 15 | –4  | 3 |
| 4   | Francia    | 3 | 0 | 0  | 3 | 13 | 21 | –8  | 0 |

| Squadra 1  | Risultato | Squadra 2  |
| ---------- | --------- | ---------- |
| Italia     | 7-6       | Francia    |
| Spagna     | 6-4       | Portogallo |
| Spagna     | 6-3       | Francia    |
| Portogallo | 6-2       | Italia     |
| Spagna     | 3-2       | Italia     |
| Portogallo | 8-4       | Francia    |

### Stage 2
| Pos | Team       | G | V | V+ | P | GF | GS | +/- | P |
| --- | ---------- | - | - | -- | - | -- | -- | --- | - |
| 1   | Portogallo | 3 | 3 | 0  | 0 | 16 | 8  | +8  | 9 |
| 2   | Spagna     | 3 | 1 | 1  | 1 | 8  | 9  | –1  | 5 |
| 3   | Francia    | 3 | 1 | 0  | 2 | 12 | 13 | –1  | 3 |
| 4   | Italia     | 3 | 0 | 0  | 3 | 5  | 11 | –6  | 0 |

| Squadra 1  | Risultato | Squadra 2 |
| ---------- | --------- | --------- |
| Portogallo | 3-1       | Italia    |
| Spagna     | 3-2 dts   | Francia   |
| Portogallo | 9-6       | Francia   |
| Spagna     | 4-3       | Italia    |
| Francia    | 4-1       | Italia    |
| Portogallo | 4-1       | Spagna    |

### Stage 3
| Pos | Team       | G | V | V+ | P | GF | GS | +/- | P |
| --- | ---------- | - | - | -- | - | -- | -- | --- | - |
| 1   | Portogallo | 3 | 3 | 0  | 0 | 18 | 8  | +10 | 9 |
| 2   | Spagna     | 3 | 1 | 0  | 2 | 14 | 11 | +3  | 3 |
| 3   | Italia     | 3 | 1 | 0  | 2 | 12 | 22 | –10 | 3 |
| 4   | Francia    | 3 | 0 | 1  | 2 | 14 | 17 | –3  | 2 |

| Squadra 1  | Risultato | Squadra 2 |
| ---------- | --------- | --------- |
| Spagna     | 8-3       | Italia    |
| Portogallo | 6-4       | Francia   |
| Francia    | 5-4 dts   | Spagna    |
| Portogallo | 9-2       | Italia    |
| Italia     | 7-5       | Francia   |
| Portogallo | 3-2       | Spagna    |

### Stage 4
| Pos | Team       | G | V | V+ | P | GF | GS | +/- | P |
| --- | ---------- | - | - | -- | - | -- | -- | --- | - |
| 1   | Francia    | 3 | 1 | 2  | 0 | 17 | 14 | +3  | 7 |
| 2   | Spagna     | 3 | 2 | 0  | 1 | 16 | 14 | +2  | 6 |
| 3   | Portogallo | 3 | 1 | 0  | 2 | 11 | 11 | 0   | 3 |
| 4   | Italia     | 3 | 0 | 0  | 3 | 7  | 12 | –5  | 0 |

| Squadra 1  | Risultato     | Squadra 2  |
| ---------- | ------------- | ---------- |
| Francia    | 5-5 (2-1 dcr) | Portogallo |
| Spagna     | 5-3           | Italia     |
| Francia    | 8-7 dts       | Spagna     |
| Portogallo | 3-2           | Italia     |
| Francia    | 4-2           | Italia     |
| Spagna     | 4-3           | Portogallo |

### Classifica generale
| Pos | Team       | G  | V | V+ | P  | GF | GS | +/- | P  | Qualificazione                |
| --- | ---------- | -- | - | -- | -- | -- | -- | --- | -- | ----------------------------- |
| 1   | Portogallo | 12 | 9 | 0  | 3  | 63 | 39 | +24 | 27 | Qualificate per le semifinali |
| 2   | Spagna     | 12 | 7 | 1  | 4  | 53 | 43 | +10 | 23 | Qualificate per le semifinali |
| 3   | Francia    | 12 | 2 | 3  | 7  | 56 | 65 | –9  | 12 | Qualificate per i quarti      |
| 4   | Italia     | 12 | 2 | 0  | 10 | 35 | 60 | –25 | 6  | Qualificate per i quarti      |

## Divisione B

### Stage 1
| Pos | Team        | G | V | V+ | P | GF | GS | +/- | P |
| --- | ----------- | - | - | -- | - | -- | -- | --- | - |
| 1   | Svizzera    | 3 | 3 | 0  | 0 | 19 | 10 | +9  | 9 |
| 2   | Germania    | 3 | 2 | 0  | 1 | 12 | 11 | +1  | 6 |
| 3   | Inghilterra | 3 | 1 | 0  | 2 | 7  | 11 | –4  | 3 |
| 4   | Norvegia    | 3 | 0 | 0  | 3 | 12 | 18 | –6  | 0 |

| Squadra 1   | Risultato | Squadra 2   |
| ----------- | --------- | ----------- |
| Inghilterra | 4-3       | Norvegia    |
| Svizzera    | 5-4       | Germania    |
| Svizzera    | 5-1       | Inghilterra |
| Germania    | 5-4       | Norvegia    |
| Svizzera    | 9-5       | Norvegia    |
| Germania    | 3-2       | Inghilterra |

### Stage 2
| Pos | Team        | G | V | V+ | P | GF | GS | +/- | P |
| --- | ----------- | - | - | -- | - | -- | -- | --- | - |
| 1   | Svizzera    | 3 | 2 | 0  | 1 | 21 | 13 | +8  | 6 |
| 2   | Turchia     | 3 | 1 | 1  | 1 | 15 | 13 | +2  | 5 |
| 3   | Austria     | 3 | 1 | 0  | 2 | 13 | 10 | +3  | 3 |
| 4   | Inghilterra | 3 | 1 | 0  | 2 | 11 | 24 | –13 | 3 |

| Squadra 1   | Risultato     | Squadra 2   |
| ----------- | ------------- | ----------- |
| Austria     | 9-1           | Inghilterra |
| Turchia     | 6-6 (2-1 dcr) | Svizzera    |
| Svizzera    | 11-5          | Inghilterra |
| Turchia     | 5-2           | Austria     |
| Svizzera    | 4-2           | Austria     |
| Inghilterra | 5-4           | Turchia     |

### Stage 3
| Pos | Team     | G | V | V+ | P | GF | GS | +/- | P |
| --- | -------- | - | - | -- | - | -- | -- | --- | - |
| 1   | Turchia  | 3 | 1 | 2  | 0 | 15 | 11 | +4  | 7 |
| 2   | Germania | 3 | 2 | 0  | 1 | 19 | 14 | +5  | 6 |
| 3   | Svizzera | 3 | 1 | 0  | 2 | 17 | 19 | –2  | 3 |
| 4   | Norvegia | 3 | 0 | 0  | 3 | 15 | 22 | –7  | 0 |

| Squadra 1 | Risultato | Squadra 2 |
| --------- | --------- | --------- |
| Turchia   | 5-4 dts   | Germania  |
| Svizzera  | 9-7       | Norvegia  |
| Turchia   | 4-3 dts   | Norvegia  |
| Germania  | 6-4       | Svizzera  |
| Germania  | 9-5       | Norvegia  |
| Turchia   | 6-4       | Svizzera  |

### Stage 4
| Pos | Team        | G | V | V+ | P | GF | GS | +/- | P |
| --- | ----------- | - | - | -- | - | -- | -- | --- | - |
| 1   | Austria     | 3 | 3 | 0  | 0 | 24 | 14 | +10 | 9 |
| 2   | Inghilterra | 3 | 2 | 0  | 1 | 14 | 17 | –3  | 6 |
| 3   | Germania    | 3 | 1 | 0  | 2 | 16 | 19 | –3  | 3 |
| 4   | Norvegia    | 3 | 0 | 0  | 3 | 13 | 17 | –5  | 2 |

| Squadra 1   | Risultato | Squadra 2   |
| ----------- | --------- | ----------- |
| Austria     | 5-4       | Norvegia    |
| Inghilterra | 6-2       | Germania    |
| Austria     | 9-8       | Germania    |
| Inghilterra | 6-5       | Norvegia    |
| Germania    | 6-4       | Norvegia    |
| Austria     | 10-2      | Inghilterra |

### Stage 5
| Pos | Team     | G | V | V+ | P | GF | GS | +/- | P |
| --- | -------- | - | - | -- | - | -- | -- | --- | - |
| 1   | Turchia  | 3 | 1 | 1  | 1 | 22 | 21 | +1  | 5 |
| 2   | Norvegia | 3 | 1 | 1  | 1 | 22 | 20 | +2  | 5 |
| 3   | Austria  | 3 | 1 | 0  | 2 | 24 | 26 | –2  | 3 |
| 4   | Germania | 3 | 1 | 0  | 2 | 24 | 25 | –1  | 3 |

| Squadra 1 | Risultato     | Squadra 2 |
| --------- | ------------- | --------- |
| Norvegia  | 10-6          | Austria   |
| Germania  | 9-7           | Turchia   |
| Turchia   | 9-7           | Austria   |
| Norvegia  | 7-7 (2-1 dcr) | Germania  |
| Austria   | 11-8          | Germania  |
| Turchia   | 7-5           | Norvegia  |

### Stage 6
| Pos | Team        | G | V | V+ | P | GF | GS | +/- | P |
| --- | ----------- | - | - | -- | - | -- | -- | --- | - |
| 1   | Austria     | 3 | 3 | 0  | 0 | 26 | 15 | +11 | 9 |
| 2   | Turchia     | 3 | 2 | 0  | 1 | 26 | 19 | +7  | 6 |
| 3   | Svizzera    | 3 | 1 | 0  | 2 | 21 | 25 | –4  | 3 |
| 4   | Inghilterra | 3 | 0 | 0  | 3 | 15 | 29 | –14 | 0 |

| Squadra 1 | Risultato | Squadra 2   |
| --------- | --------- | ----------- |
| Austria   | 7-4       | Turchia     |
| Svizzera  | 7-6       | Inghilterra |
| Turchia   | 10-2      | Inghilterra |
| Austria   | 7-4       | Svizzera    |
| Austria   | 12-7      | Inghilterra |
| Turchia   | 12-10     | Svizzera    |

### Classifica generale
| Pos | Team        | G  | V | V+ | P  | GF | GS | +/- | P  | Qualificazione                  |
| --- | ----------- | -- | - | -- | -- | -- | -- | --- | -- | ------------------------------- |
| 1   | Austria     | 12 | 8 | 0  | 4  | 87 | 65 | +22 | 24 | Qualificate ai quarti di finale |
| 2   | Turchia     | 12 | 5 | 4  | 3  | 78 | 64 | +14 | 23 | Qualificate ai quarti di finale |
| 3   | Svizzera    | 12 | 7 | 0  | 5  | 78 | 67 | +11 | 21 |                                 |
| 4   | Germania    | 12 | 6 | 0  | 6  | 71 | 69 | +2  | 18 |                                 |
| 5   | Inghilterra | 12 | 4 | 0  | 8  | 47 | 81 | –34 | 12 |                                 |
| 6   | Norvegia    | 12 | 1 | 1  | 10 | 62 | 77 | –15 | 5  |                                 |

## Finali

### Squadre qualificate
| Pos. | Squadre    | Divisione | Turno di ingresso |
| ---- | ---------- | --------- | ----------------- |
| 1    | Portogallo | A         | Semifinali        |
| 2    | Spagna     | A         | Semifinali        |
| 3    | Francia    | A         | Quarti di finale  |
| 4    | Italia     | A         | Quarti di finale  |
| 5    | Austria    | B         | Quarti di finale  |
| 6    | Turchia    | B         | Quarti di finale  |

### Quarti di finale
| Squadra 1 | Risultato | Squadra 2 |
| --------- | --------- | --------- |
| Turchia   | 14-6      | Austria   |
| Francia   | 12-7      | Italia    |

### Semifinali
| Squadra 1  | Risultato     | Squadra 2 |
| ---------- | ------------- | --------- |
| Spagna     | 6-6 (2-1 dcr) | Francia   |
| Portogallo | 8-5           | Turchia   |

### Finali

#### 5º-6º posto
| Squadra 1 | Risultato | Squadra 2 |
| --------- | --------- | --------- |
| Austria   | 7-6       | Italia    |

#### 3º-4º posto
| Squadra 1 | Risultato | Squadra 2 |
| --------- | --------- | --------- |
| Francia   | 9-3       | Turchia   |

#### Finale
| Squadra 1  | Risultato | Squadra 2 |
| ---------- | --------- | --------- |
| Portogallo | 8-6       | Spagna    |

## Classifica Finale
| Pos | Team       |
| --- | ---------- |
| 1   | Portogallo |
| 2   | Spagna     |
| 3   | Francia    |
| 4   | Turchia    |
| 5   | Austria    |
| 6   | Italia     |